# Iftar

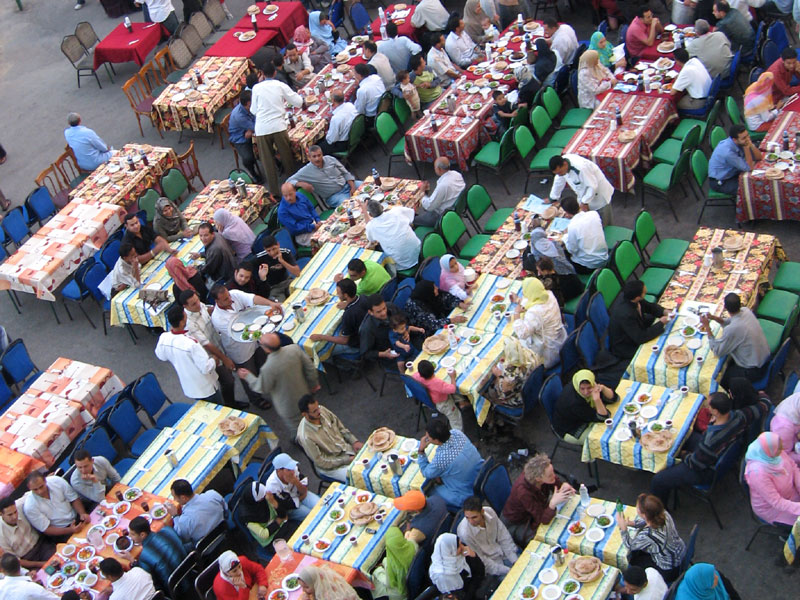
Iftar in Kairo, Ägypten

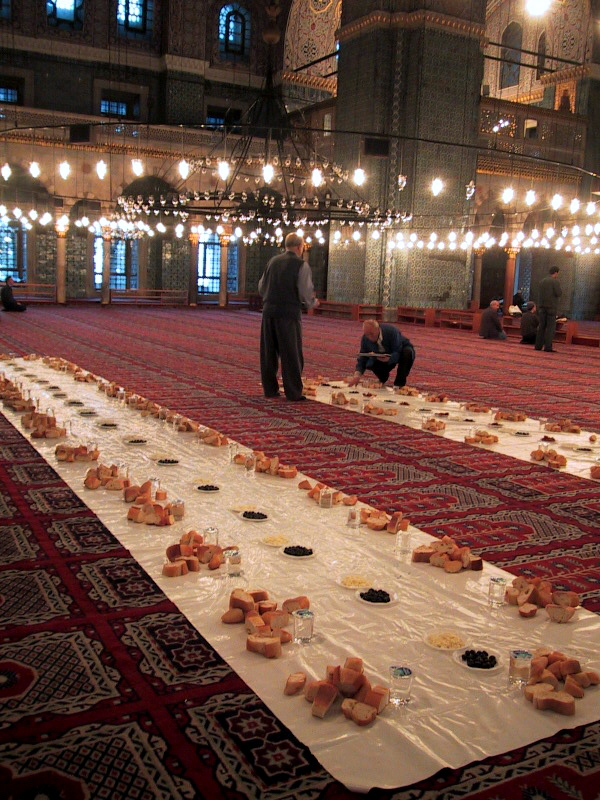
Iftar in der Neuen Moschee von Istanbul

Iftār (arabisch إفطار, DMG ifṭār ‚Fastenbrechen‘) ist das Mahl, das während des Fastenmonats Ramadan von Muslimen nach Sonnenuntergang jeden Abend eingenommen wird. Während des Ramadans ist es Muslimen untersagt, vor dem Sonnenuntergang zu essen und zu trinken. Der arabische Begriff ifṭār ist verwandt mit dem des Fitr in ʿĪd al-Fitr (عيد الفطر, DMG ʿĪd al-Fiṭr, der das Fest des Fastenbrechens im Anschluss an das Ende des Monats Ramadan bezeichnet), mit der Bedeutung von „Abbruch des Fastens“. Außerhalb dieses Zusammenhangs bezieht sich der Begriff auf das Frühstück. Iftar kann ein Familienessen sein oder ein Festessen in einer Moschee oder an einem anderen öffentlichen Ort, mit zum Teil beträchtlichem Umfang.

Die Orientalistin Annemarie Schimmel schildert ihre Erlebnisse in Ankara in ihrer Autobiographie folgendermaßen: 

„Wenn man uns zum iftar, zum Fastenbrechen bei Sonnenuntergang im Ramadan, einlud, standen die Speisen schon auf dem Tisch, und man sagte, daß die wartenden Speisen in ihrer stummen Sprache Gottes Lob singen, bis der Augenblick des Fastenbrechens gekommen ist, wo man zunächst eine ungerade Zahl von Datteln ißt.“

Iftār und seine soziokulturellen Traditionen wurden 2023 auf Antrag von Aserbaidschan, Iran, Türkei und Usbekistan in die UNESCO-Liste des immateriellen Kulturerbes der Menschheit aufgenommen.